# Gubat
Gubat é um município de  segunda classe de renda municipal (d) na província Sorsogon, nas Filipinas. De acordo com o censo de 1 de maio  de  2020 possui uma população de 60 294 pessoas e 14 568 domicílios.